# Kyjuan
Kyjuan, nome artístico de Robert Kyjuan Cleveland (Missouri, abril de 1976), nasceu em St. Louis, é um cantor e compositor norte-americano. é membro e fundador do grupo de rap St. Lunatics, e também principal executivo de sua própria gravadora, UC Me Entertainment.

## História

### Biografia
Inspirado por artistas como N.W.A., Ice Cube, Big Daddy Kane, LL Cool J e OutKast, surge o rapper Kyjuan. no inicio de sua carreira musical, Kyjuan trouxe irmão mais novo, Murphy Lee para se tornar membro do grupo "St. Lunatics", criado por Kyjuan e Nelly. Nisso lançou vários álbuns como membro do St. Lunatics. Kyjuan está atualmente trabalhando em carreira solo e também como impresario de novos talentos do rap descoberto por ele, em St. Louis. mesmo maior parte de sua carreira musical, tem sido de parceria com o cantor Nelly. em maio de 2006, lançou seu primeiro álbum solo. O rapper continua escrevendo roteiros e dirigindo filmes com seu irmão, também cantor e compositor Murphy Lee, nisso foi criado por eles o selo U.C. me Entertainment.

## Discografia

### Álbuns solo
- 2007: Kyjuanderful

### Álbuns comNellye St. Lunatics
- 2001: Free City
- 2006: Who's The Boss
- 2010: City Free

### Singles
- Air Force One (featuring Nelly, Murphy Lee, Ali)
- Tip Drill / E.I. (featuring Nelly, Murphy Lee, Ali)
- Batter Up (featuring Nelly, Murphy Lee, Ali)
- Ride Wit Me (featuring Nelly, Murphy Lee, Ali)
- Gimme What U Got
- Money Talks (featuring Birdman)